# Armée des côtes de Brest

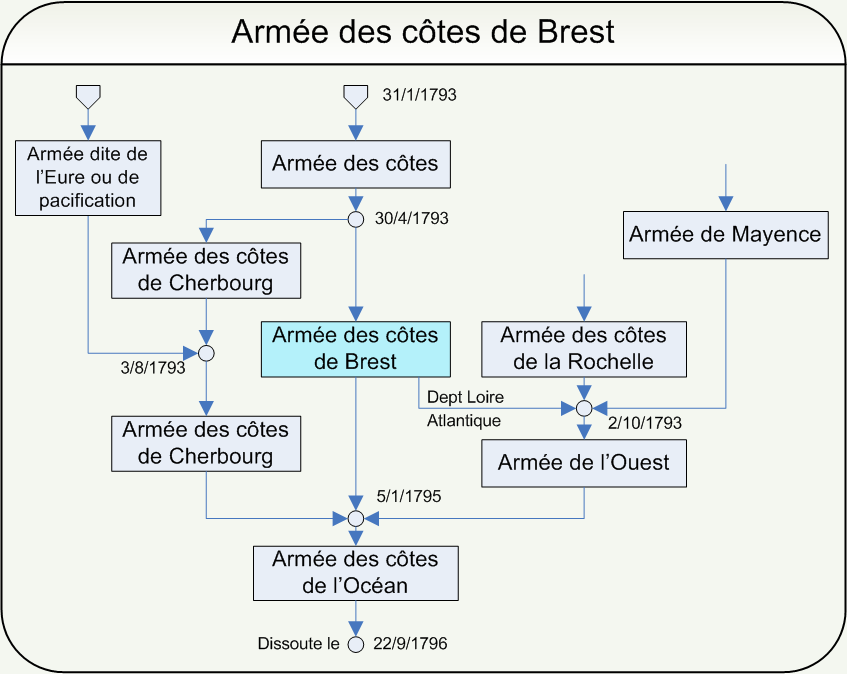
Évolution de l'armée des côtes de Brest

L’armée des côtes de Brest est une armée française de la Révolution formée le 1er avril 1793, de la division de l'armée des côtes en armée des côtes de Brest et armée des côtes de Cherbourg. Elle est chargée de la lutte contre les Chouans et de protéger les côtes bretonnes contre un éventuel débarquement anglais. Son général en chef le plus connu est Lazare Hoche.

## Principaux faits d'armes
- juin 1793 : participation à la bataille de Nantes (29 juin) d'un détachement sous le commandement de Canclaux, qui dirige la défense de la ville (Garde nationaux nantais ; garnison de Nantes ; détachement Beysser) ;
- septembre 1793 : campagne contre les insurgés dans le sud de la Loire-Inférieure, avec le renfort de l'Armée de Mayence, en liaison avec l'Armée des Côtes de La Rochelle : bataille de Tiffauges, de Cholet ;
- Dans le second semestre 1794, la division Duquesnoy provenant de l'armée de l'Ouest passe à l'armée des Côtes de Brest pour servir dans l'expédition contre les îles anglaises de la Manche, dont le projet fut abandonné.
- juin-juillet 1795 : repousse le débarquement des émigrés à Quiberon

## Commandants en chef
- 1er avril 1793 : Jean Baptiste Camille de Canclaux
- 29 septembre 1793 : Jean Antoine Rossignol
- 1er octobre 1793 : Canclaux est destitué de tout commandement
- 27 avril - 8 octobre 1794 : Jean-François Moulin
- 8 octobre 1794 - 10 novembre 1794 : Thomas Alexandre Dumas (père d'Alexandre Dumas)[1]
- 10 novembre 1794 - 11 septembre 1795 : Lazare Hoche (conjointement avec l'armée des côtes de Cherbourg jusqu'au 1er mai 1795)

- 31 août 1796 : Bon Adrien Jannot de Moncey

## Source
- Chef d'escadron d'état-major Charles Clerget, Tableaux des armées françaises pendant les guerres de la Révolution, sous la direction de la section historique de l'état-major de l'armée, librairie militaire R. Chapelot, Paris, 1905.